# Warga Mulya
Warga Mulya is een bestuurslaag in het regentschap Musi Banyuasin van de provincie Zuid-Sumatra, Indonesië. Warga Mulya telt 1170 inwoners (volkstelling 2010).